# Datasource
Unter einer Datasource versteht man eine logische Datenbankschnittstelle für eine Datenbankverbindung. Es ist vor allem im Kontext von Verteilten Systemen zu sehen. So wird die Komplexität hinter der logischen Datenbankverbindung verborgen. Man spricht hier von Transparenz. Die physikalische Ausgestaltung hinter der Datasource ist nicht relevant. So kann sich dahinter ein Datenbank-Cluster oder mehrere verteilte Datenbanken befinden. Dem Benutzer der Datenbankverbindung ist dies egal. Das System ist somit ähnlich dem DNS, bei dem IP-Adressen hinter einem logischen Namen verborgen werden.
Vor allem in Java ist diese Technologie weit verbreitet. Mit Hilfe der JTA wird hier die Transaktionssicherheit von logischen Datenbankverbindungen sichergestellt.